# Communauté de communes du Tournonais
La communauté de communes du Tournonais est une ancienne communauté de communes française, située dans le département de l'Ardèche. Elle a fusionné avec la communauté de communes Pays de l'Hermitage pour former la communauté de communes Hermitage-Tournonais au 1er janvier 2014.

## Composition du Bureau
Président : 
1er vice-président chargé des finances : Jean-Louis Cordola (Mauves)
2e vice-président chargé du développement économique : Pascal Diaz (Tournon)
3e vice-président chargé de l'environnement et de la propreté : Pierre Xavier (Etables)
4e vice-président chargé du tourisme et de l'environnement : Frédéric Sausset (Tournon)
5e vice-présidente chargée de la petite enfance : Isabelle Orcel (Glun)
6e vice-président chargé de l'environnement, des rivières et du schéma d'assainissement non collectif : Michel Cluzel (Plats)
7e vice-président chargé du développement durable : Maurice Quinkal (Vion)

## Composition
Elle était composée de 13 communes :
| Nom                       | Code Insee | Gentilé          | Superficie (km2) | Population (dernière pop. légale) | Densité (hab./km2) |
| ------------------------- | ---------- | ---------------- | ---------------- | --------------------------------- | ------------------ |
| Mauves (siège)            | 07152      | Malvinois        | 7,05             | 1 177 (2014)                      | 167                |
| Boucieu-le-Roi            | 07040      | Boucicois        | 8,94             | 284 (2014)                        | 32                 |
| Cheminas                  | 07063      |                  | 9,39             | 382 (2014)                        | 41                 |
| Colombier-le-Jeune        | 07068      | Colombinois      | 15,14            | 570 (2014)                        | 38                 |
| Étables                   | 07086      |                  | 15,70            | 869 (2014)                        | 55                 |
| Glun                      | 07097      | Glunois          | 7,56             | 698 (2014)                        | 92                 |
| Lemps                     | 07140      | Lempsois         | 12,18            | 791 (2014)                        | 65                 |
| Plats                     | 07177      | Platous          | 16,25            | 832 (2014)                        | 51                 |
| Saint-Barthélemy-le-Plain | 07217      | Saint-Barthinois | 19,08            | 829 (2014)                        | 43                 |
| Saint-Jean-de-Muzols      | 07245      | Muzolais         | 10,68            | 2 424 (2014)                      | 227                |
| Sécheras                  | 07312      | Saccaratois      | 7,26             | 529 (2014)                        | 73                 |
| Tournon-sur-Rhône         | 07324      | Tournonais       | 21,01            | 10 558 (2014)                     | 503                |
| Vion                      | 07345      | Vionnais         | 6,21             | 942 (2014)                        | 152                |

## Compétences
- Assainissement collectif
- Collecte des déchets des ménages et déchets assimilés
- Traitement des déchets des ménages et déchets assimilés
- Autres actions environnementales
- Création, aménagement, entretien et gestion de zone d'activités industrielle, commerciale, tertiaire, artisanale ou touristique
- Construction ou aménagement, entretien, gestion d'équipements ou d'établissements sportifs
- Activités culturelles ou socioculturelles
- Schéma de cohérence territoriale (SCOT)
- Schéma de secteur
- Création et réalisation de zone d'aménagement concertée (ZAC)
- Aménagement rural
- Création, aménagement, entretien de la voirie
- Programme local de l'habitat
- Opération programmée d'amélioration de l'habitat (OPAH)
- Réalisation d'aire d'accueil ou de terrains de passage des gens du voyage

## Historique
Au 1/01/2014, la Communauté de communes du Tournonais a fusionné avec la  Communauté de communes Pays de l'Hermitage  pour former la Communauté de communes Hermitage-Tournonais.